# Anthenoides
Anthenoides is een geslacht van zeesterren uit de familie Goniasteridae.				

## Soorten
- Anthenoides cristatus (Sladen, 1889)
- Anthenoides dubius H.L. Clark, 1938
- Anthenoides epixanthus (Fisher, 1906)
- Anthenoides granulosus Fisher, 1913
- Anthenoides laevigatus Liao & A.M. Clark, 1989
- Anthenoides lithosorus Fisher, 1913
- Anthenoides marleyi Mortensen, 1925
- Anthenoides peircei Perrier, 1881
- Anthenoides sarissa Alcock, 1893
- Anthenoides tenuis Liao & A.M. Clark, 1989